# Bilhaur
Bilhaur (hindi बिल्हौर) – miasto w północnych Indiach w stanie Uttar Pradesh, na Nizinie Hindustańskiej.
Populacja miasta w 2001 roku wynosiła 18 056 mieszkańców.